# フランク永井
フランク 永井（フランク ながい、1932年〈昭和7年〉3月18日 - 2008年〈平成20年〉10月27日）は日本のムード歌謡歌手である。
本名は永井 清人（ながい きよと）。「魅惑の低音」と称された独特の豊かな低音を武器に、師である作曲家の吉田正（吉メロ）とともに都会的でジャズテイスト溢れるムード歌謡のジャンルを切り開き、数多くのヒット曲を世に送った。

## 経歴

### 歌手デビュー
幼少時に父を亡くし、芝居小屋を経営する母に育てられる。幼少時から歌手に強い憧れがあり、旧制宮城県古川中学校（現・宮城県古川高等学校）卒業後の昭和26年ごろに東京へ出て就職していた兄を頼り上京し、進駐軍のキャンプ地でのトレーラー運転手、アルバイト生活を送る。その後、朝霞にあったアメリカ駐留軍のキャンプ･ドレークの下士官クラブ専属ジャズ･シンガーとして100ドルの月給を稼ぎながら、さまざまなのど自慢大会で「ノド自慢荒らし」と呼ばれるその力を発揮していたが、1955年（昭和30年）に日本テレビの『素人のど自慢』の年間ベストワンに選ばれたのを機に、ビクターと契約。同年9月に「恋人よ我に帰れ」でデビューした。
ジャズを得意としたがヒットに恵まれず、先輩歌手であるディック・ミネの勧めや、作曲家・吉田正との出会いを期に歌謡曲に転向した。1957年（昭和32年）の有楽町そごう（2000年に閉店）キャンペーンソングであった「有楽町で逢いましょう」が空前のヒットとなり、さらに既に発表していた「東京午前三時」「夜霧の第二国道」も相乗ヒットとなり、一躍トップスターとなる。1959年（昭和34年）のビクターの歌謡曲（流行歌）レコード売上で「夜霧に消えたチャコ」が年間1位を獲得したほか、トップ10内に5作がランクインした。同年、自ら見出した松尾和子と共に歌った「東京ナイト・クラブ」は、デュエットソングの定番として2000年代においても歌い継がれている。

### 日本レコード大賞受賞・紅白歌合戦26回連続出場
1961年（昭和36年）には1922年（大正11年）の二村定一の流行歌「君恋し」をジャズ風にアレンジしたリバイバルが大ヒット。同年の第3回日本レコード大賞を受賞、人気を不動のものとする。吉田とのコンビでも「霧子のタンゴ」、「妻を恋うる唄」などのヒットに恵まれたが、なかでも1966年（昭和41年）に「大阪ろまん」のB面収録曲として発表された「おまえに」は、6年後の1972年（昭和47年）にはA面として再発売され、さらに5年後の1977年（昭和52年）には、新規に再録音された。2000年代において一般的に聴かれている「おまえに」は後者の録音であることが多い。
また、「君恋し」をロカビリー風およびゴーゴー風のアレンジで再録音したり、1973年（昭和48年）にはイタリアへ飛び、トランペッターのニニ・ロッソと共演、レコーディングを行った。ニニ・ロッソとは前年の「第23回NHK紅白歌合戦」で「君恋し」を歌唱した際に初共演している。
コンサートにおいては、趣向を凝らし緻密に練り上げられた構成のステージングで知られ、約5年ごとに大きなリサイタルを開いたが、そのうちのいくつかは芸術祭で受賞している。永井は進駐軍のクラブ歌手をしていた経験から英語に堪能であり、ステージでスタンダード・ナンバーや、「霧子のタンゴ」の英語版なども歌うことがあった。
海外公演もこなし、台湾（ここでの公演で「霧子のタンゴ」英語版を初披露したという）や韓国などでコンサートを行っている。特に1968年の韓国公演は、戦後初めての朝鮮半島における日本の流行歌手の来韓公演、と半島で話題を取った。ただし当時は日本語楽曲の披露は反日感情から規制されており、当初は洋楽限定でのステージングであったが、観客からの強い要望で「有楽町で逢いましょう」ほか4曲を日本語で披露して喝采を浴びた（当局は黙認という形を取った）。
NHKで一席を披露したこともあるほどの落語好きとしても知られ、ステージのMCは落語の「間」を参考にし、日常で話のネタになることは常にメモを取り、それを練り上げ小噺に仕立てて披露した。自宅の電話の保留音はファンだった8代目三笑亭可楽の出囃子にしていた。可楽は高座でも「フランク永井って人があたしを贔屓にしてくれるんですよ」と話しており、十八番の「らくだ」の屑屋の科白に「くず〜うぃ。……低音の魅力だね。こりゃあ」というくすぐりを入れていた。他に8代目桂文楽とも交流があり、10代目柳家小三治とはゴルフ友達の間柄であった。小三治の高座では噺のマクラでフランクとの交流が語られることもあった。
また牧伸二も、持ち芸の「ウクレレ漫談」で「フランク永井は低音の魅力、牧伸二は低能の魅力」というネタを披露していた。
日本レコード大賞では大賞を1回、歌唱賞を2回、特別賞を3回受賞している。NHK紅白歌合戦の常連出場者としても知られ、1957年（昭和32年）の第8回から1982年（昭和57年）の第33回まで連続26回出場し、現役出場時は島倉千代子と並んで最多出場者の記録を持っていた。昭和50年代以後も「おまえに」「公園の手品師」「WOMAN」（山下達郎作詞・作曲）などヒット作や話題作を送り出し、1980年代に入ってからも自身の歌の原点であるジャズ・スタンダードを精力的に歌い始めるなど、歌謡界には比較的珍しい非・演歌系の大御所歌手として存在感を示していた。
しかし1983年（昭和58年）の「第34回NHK紅白歌合戦」は落選となった。このことは当時の永井にとって大きなショックだったとも言われ、自身は「今年の紅白は見る気にはなれない」とコメントしていたという。その後は自殺未遂事件（後述）の影響で、紅白歌合戦へのカムバック出演を果たすことはできなかった。

### 自殺未遂
1985年（昭和60年）10月21日（当時53歳）、自宅の階段でロープを括り首吊り自殺を図る。その数分後に永井夫人によって発見され、発見が早かったこともあり辛うじて一命は取り止めた。だが脳に障害が残り、会話が不自由となったほか、記憶が乏しくなるなどの後遺症を患ってしまう。
一時はリハビリ治療によって看護師と冗談が言えるほどにまで回復し、早期復帰の見込みも立った程であった。しかしその後はそれ以上回復しなかったばかりか次第に悪化しはじめる。家族や関係者は四国での転地療養など、様々な方法を試みたものの結局は好転しなかった。やがて周囲も復帰は絶望的と見切りをつけるが、恩師の吉田正だけは最期まで諦めず永井をよく見舞い、周囲にも「フランクに歌わせたい曲がいっぱいあるんだ」と語っていた。
1959年（永井27歳当時）に結婚して以来、愛妻家として知られたが夫婦の間に子供はなかった。四半世紀以上連れ添った夫人は、永井の介護問題および財産問題での親族とのトラブルによる心労からうつ病を患い、夫人も1991年にガス自殺を図り一命を取り留めたが、家事はできない健康状態になっていたという。1992年6月21日に永井は夫人と離婚。その後は仙台市から上京した実姉と一緒に暮らしていたが、実姉が高齢であることや金銭的問題から自宅は売却し、実姉とともに有料老人ホームに入居し介護を受けていた。自宅跡地はパプアニューギニア大使館となっている。

### 76歳で死去

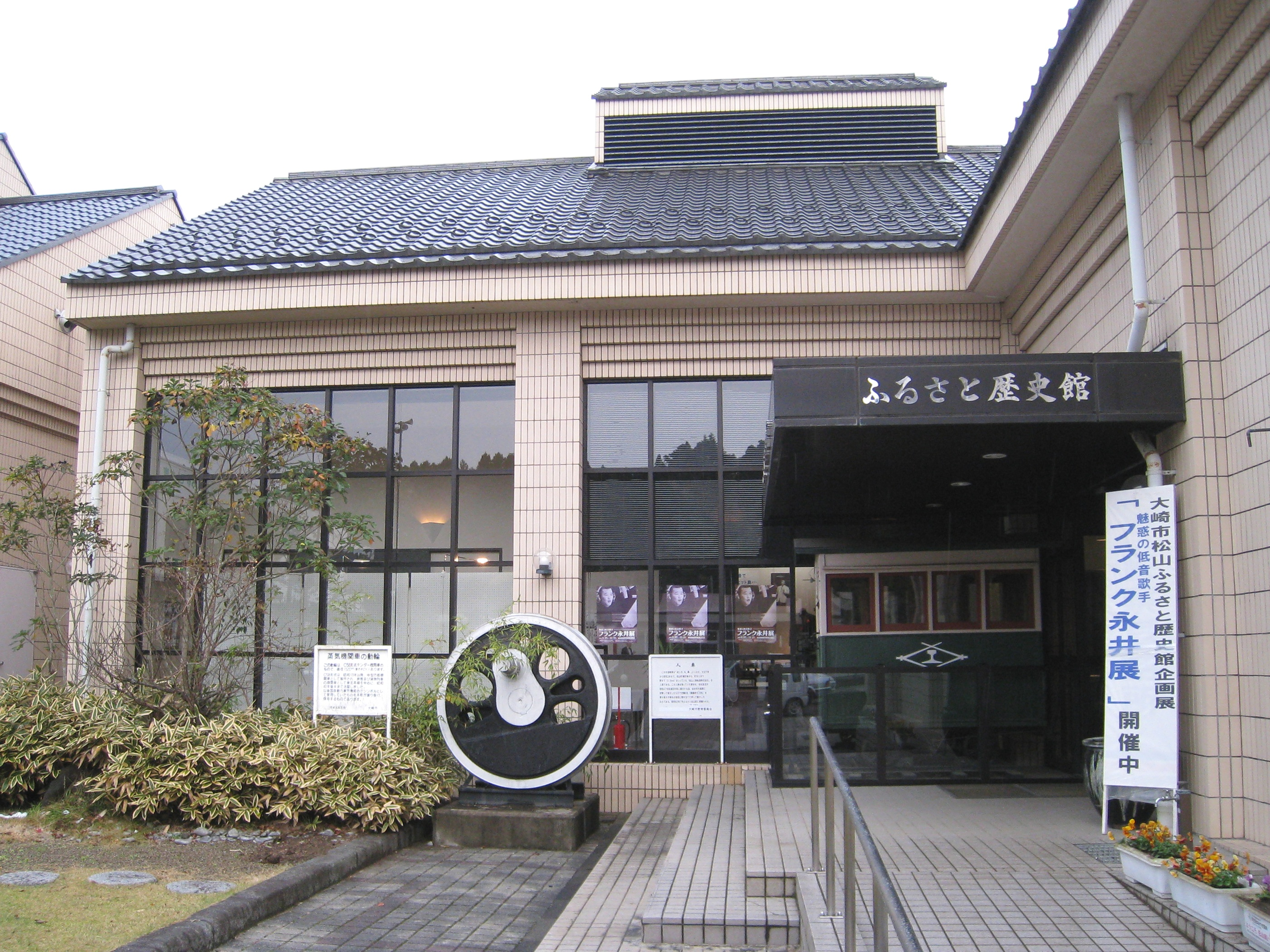
フランク永井展示室がある大崎市松山ふるさと歴史館

2008年（平成20年）10月27日、東京の自宅で肺炎のため死去。76歳だった。一般への情報公開前に、葬儀・告別式が密葬で行われた。喪主は実姉が務めた。一般への公開と報道は同年の11月2日となった。
戒名は「永徳院道鑑慈調清居士（えいとくいんどうかんじちょうせいこじ）」。身内だけの密葬だったため、2009年2月27日、永井を古くから知る音楽・芸能関係者によって「フランク永井を偲ぶ会」が営まれた。
2009年3月2日に出身地である宮城県大崎市の「特別功績者」第1号に選ばれる。特別功績賞は市の名誉市民に準じた業績のあった故人が対象で、2月に創設された。また2009年10月27日には大崎市松山ふるさと歴史館内に、トロフィーやレコード、愛用品などを展示する「フランク永井展示室」がオープンした。2009年3月16日には大崎市松山体育館で「第1回フランク永井歌コンクール」が開催され、以降は毎年3月に開催されるようになった。

## エピソード
- 永井は熱烈な東京讀賣巨人軍ファンとしても知られた。1982年、テレビ番組で「巨人が優勝しなかったら丸坊主になる」と宣言した司会者の徳光和夫（当時日本テレビアナウンサー）が、巨人が中日ドラゴンズに0.5ゲーム差で優勝を逃したため公約通り丸坊主になったのに対し、永井は「徳ちゃん、来年（1983年）優勝すればいいんだよ。オレだって悔しかったんだから」と言って、徳光を慰めた[11]という。なお実際に巨人は翌1983年に優勝している。
- ビクターのフランク永井のヒットを受け、テイチクレコードも対抗馬として、同じようなキャラクターの新人歌手をデビューさせ、懸命に売り出したものの全く芽が出なかった。その歌手とはのちにシナリオライターに転向したジェームス三木である[12]。

## 主な作品

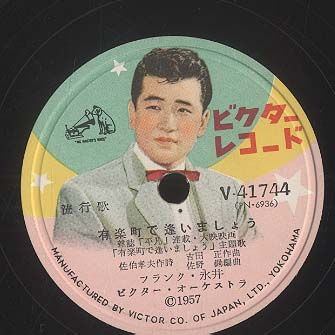
有楽町で逢いましょう

本項には代表曲を記載。詳しいディスコグラフィーはフランク永井のディスコグラフィーを参照。
- 13800円 1957年（昭和32年） - 13800円は、当時の大卒初任給の平均額
- 東京午前三時 1957年（昭和32年）
- 夜霧の第二国道 1957年（昭和32年）
- 有楽町で逢いましょう 1957年（昭和32年） - 読売会館に開業した有楽町そごうのキャンペーンソング。本来は三浦洸一の吹き込み予定作だったが、作曲した吉田正の強い希望で永井に回った。
- 羽田発7時50分 1958年（昭和33年）
- 街角のギター 1958年（昭和33年）
- 西銀座駅前 1958年（昭和33年）
- こいさんのラブ・コール 1958年（昭和33年）
- ラブ・レター 1958年（昭和33年）
- 俺は淋しいんだ 1958年（昭和33年）
- 夜霧に消えたチャコ 1959年（昭和34年）
- 東京ナイト・クラブ 1959年（昭和34年） - 松尾和子とのデュエット曲。
- 恋夜 1959年（昭和34年）
- 冷いキッス 1959年（昭和34年）
- 好き 好き 好き 1960年（昭和35年）
- 大阪野郎 1960年（昭和35年）
- 東京カチート 1960年（昭和35年）
- 君恋し 1961年（昭和36年） - 元は二村定一のヒット曲（1928年（昭和3年））。
- 悲しみは消えない 1962年（昭和35年）
- 初恋の詩 1962年（昭和35年）
- 霧子のタンゴ 1962年（昭和37年）
- 新東京小唄 1962年（昭和37年）
- 赤ちゃんは王様だ 1963年（昭和38年）
- 戦場の恋 1963年（昭和38年）
- 逢いたくて 1963年（昭和38年）
- 冬子という女 1964年（昭和39年）
- 国道18号線 1964年（昭和39年） - 松尾和子とのデュエット曲。
- 大阪ぐらし 1964年（昭和39年）
- 悲恋のワルツ 1964年（昭和39年）
- 恋うた（ラブ・コール） 1964年（昭和39年）
- わたしゃ人生大学生 1965年（昭和40年）
- 妻を恋うる唄 1965年（昭和40年）
- かえしておくれ 今すぐに 1965年（昭和40年） - ザ・ピーナッツ、ボニージャックス、市川染五郎（後の松本幸四郎 (9代目)）との競作。吉展ちゃん誘拐殺人事件犯人への呼びかけの歌で、犯人逮捕後は封印された（後にCD化されている）。
- 東京しぐれ 1965年（昭和40年）
- 大阪ろまん 1966年（昭和41年）
- 船場ごころ 1967年（昭和42年）
- 加茂川ブルース 1968年（昭和43年）
- おまえに 1977年（昭和52年） - 元は「大阪ろまん」B面曲。1972年（昭和47年）にもシングル発売。
- 11時過ぎから 1977年（昭和52年） - 松尾和子とのデュエット曲。
- 公園の手品師 1978年（昭和53年）- 永井自身によるリメイク。元は1958年（昭和33年）の作品。
- WOMAN 1982年（昭和57年） - 山下達郎プロデュース作品。同年のサントリー『樹氷』CMイメージソング。
- 六本木ワルツ 1985年（昭和60年） - 生前最後のレコーディング曲となった。

### 映画
- 『有楽町で逢いましょう』（1957年、大映）- 映画冒頭で主題歌を歌唱。
- 『夜霧の第二国道』（1958年、日活）- 本人（歌手）役
- 『西銀座駅前』（1958年、日活）- 歌とジョッキー
- 『羽田発7時50分』（1958年、日活）- テストドライバー永井（通称フランク）役

ほか多数。

### テレビ番組
- 朝のワイドショー ○○と90分（1970年、日本テレビ） - 司会（金曜日）

### CM
- 松下電器 石油ファンヒーター「Newはるる」（1979年）
- アデランス（1980年）
- 日清サラダ油「日清サラダクリーム」（1985年）

## 受賞歴
日本レコード大賞
- 1959年（昭和34年） - 「夜霧に消えたチャコ」 -  第1回・作曲賞、歌唱賞
- 1961年（昭和36年） -  「君恋し」 -  第3回・大賞
- 1962年（昭和37年） -  「月火水木金土日の歌」 -  第4回・作詞賞
- 1963年（昭和38年） -  「赤ちゃんは王様だ」 -  第5回・歌唱賞
- 1973年（昭和48年） -  第15回・制定15周年記念賞
- 2008年（平成20年） - 第50回・特別功労賞

その他の賞
- 1965年（昭和40年） -  リサイタル「慕情-歌と共に10年」 -  芸術祭奨励賞
- 1970年（昭和45年） -  リサイタル「ある歌手の喜びと悲しみの記録」 -  芸術祭優秀賞
- 1971年（昭和46年） -  芸術選奨文部大臣賞（歌謡曲歌手として初の受賞）

## NHK紅白歌合戦出場歴
永井は1957年（昭和32年）の第8回初出場以来、1976年（昭和51年）の第27回に同じく第8回初出場の島倉千代子と共に史上初の20回連続出場記録を樹立。その後、1982年（昭和57年）まで連続26回出場した。また三波春夫が1984年（昭和59年）に27回目の出場を決めるまで白組の史上最多出場者であった。
| 年度/放送回               | 回 | 曲目                          | 出演順 | 対戦相手       | 備考                              |
| ------------------------- | -- | ----------------------------- | ------ | -------------- | --------------------------------- |
| 1957年（昭和32年）/第8回  | 初 | 東京午前三時                  | 10/25  | 大津美子       | 紅白初出場                        |
| 1958年（昭和33年）/第9回  | 2  | 西銀座駅前                    | 10/25  | 越路吹雪       |                                   |
| 1959年（昭和34年）/第10回 | 3  | 俺は淋しいんだ                | 12/25  | ペギー葉山     |                                   |
| 1960年（昭和35年）/第11回 | 4  | 東京カチート                  | 12/27  | 越路吹雪(2)    |                                   |
| 1961年（昭和36年）/第12回 | 5  | 君恋し                        | 12/25  | ペギー葉山(2)  |                                   |
| 1962年（昭和37年）/第13回 | 6  | 霧子のタンゴ                  | 24/25  | 西田佐知子     | トリ前                            |
| 1963年（昭和38年）/第14回 | 7  | 逢いたくて                    | 16/25  | 越路吹雪(3)    |                                   |
| 1964年（昭和39年）/第15回 | 8  | 大阪ぐらし                    | 15/25  | ペギー葉山(3)  |                                   |
| 1965年（昭和40年）/第16回 | 9  | 東京しぐれ                    | 22/25  | 坂本スミ子     |                                   |
| 1966年（昭和41年）/第17回 | 10 | 大阪ろまん                    | 24/25  | 西田佐知子(2)  | トリ前(2)                         |
| 1967年（昭和42年）/第18回 | 11 | 生命ある限り                  | 11/23  | 岸洋子         |                                   |
| 1968年（昭和43年）/第19回 | 12 | 加茂川ブルース                | 07/23  | 三沢あけみ(2)  |                                   |
| 1969年（昭和44年）/第20回 | 13 | 君恋し（2回目）               | 20/23  | ザ・ピーナッツ |                                   |
| 1970年（昭和45年）/第21回 | 14 | 大阪流し                      | 15/24  | 辺見マリ       |                                   |
| 1971年（昭和46年）/第22回 | 15 | 羽田発7時50分                 | 17/25  | 本田路津子     |                                   |
| 1972年（昭和47年）/第23回 | 16 | 君恋し（3回目）               | 18/23  | 島倉千代子     | トランペットに ニニ・ロッソが参加 |
| 1973年（昭和48年）/第24回 | 17 | 有楽町で逢いましょう          | 17/22  | 佐良直美       |                                   |
| 1974年（昭和49年）/第25回 | 18 | おまえに                      | 22/25  | 青江三奈       |                                   |
| 1975年（昭和50年）/第26回 | 19 | 君恋し（4回目）               | 20/24  | 八代亜紀       |                                   |
| 1976年（昭和51年）/第27回 | 20 | 東京午前三時（2回目）         | 18/24  | 島倉千代子(2)  |                                   |
| 1977年（昭和52年）/第28回 | 21 | おまえに（2回目）             | 16/24  | いしだあゆみ   |                                   |
| 1978年（昭和53年）/第29回 | 22 | 公園の手品師                  | 14/24  | 水前寺清子     |                                   |
| 1979年（昭和54年）/第30回 | 23 | 東京午前三時（3回目）         | 17/23  | 島倉千代子(3)  |                                   |
| 1980年（昭和55年）/第31回 | 24 | 恋はお洒落に                  | 14/23  | 島倉千代子(4)  |                                   |
| 1981年（昭和56年）/第32回 | 25 | おまえに（3回目）             | 09/22  | 島倉千代子(5)  |                                   |
| 1982年（昭和57年）/第33回 | 26 | 有楽町で逢いましょう（2回目） | 10/22  | 青江三奈(2)    | 生涯最後の紅白出場                |

- 対戦相手の歌手名の（）内の数字はその歌手との対戦回数を表す。
- 曲名の後の（○回目）は紅白で披露された回数を表す。
- 出演順は「（出演順）/ （出場者数）」で表す。